# NGC 5157
NGC 5157 (другие обозначения — UGC 8455, MCG 5-32-21, ZWG 161.56, PGC 47131) — спиральная галактика с перемычкой (SBa) в созвездии Гончие Псы.
Этот объект входит в число перечисленных в оригинальной редакции «Нового общего каталога».
В галактике вспыхнула сверхновая SN 1995L типа Ia, её пиковая видимая звездная величина составила 20,0.